# Smetanova Lhota
Smetanova Lhota är en ort i Tjeckien.   Den ligger i regionen Södra Böhmen, i den centrala delen av landet, 80 km söder om huvudstaden Prag. Smetanova Lhota ligger 417 meter över havet och antalet invånare är 263.
Terrängen runt Smetanova Lhota är platt.Runt Smetanova Lhota är det glesbefolkat, med 19 invånare per kvadratkilometer. Närmaste större samhälle är Písek, 16,0 km söder om Smetanova Lhota. I omgivningarna runt Smetanova Lhota växer i huvudsak blandskog.